# (6264) 1980 SQ
1980 أس كيو (ويعرف أيضًا باسم (6264) 1980 أس كيو وفق تسمية الكوكب الصغير) (بالإنجليزية: 1980 SQ)‏ هو كويكب ضمن حزام الكويكبات؛ وترتيبه 6264 من حيث الاكتشاف.
اكتُشف هذا الجُرم الفلكي بواسطة Zdeňka Vávrová ‏ في 29 سبتمبر 1980.

## وصلات خارجية
- (6264) 1980 SQ في قاعدة بيانات مختبر الدفع النفاث لأجرام النظام الشمسي الصغيرة

- الاكتشاف · مخطط المدار ·  العناصر المدارية · المعلمات المادية

- (6264) 1980 SQ على موقع ويكي سكاي: DSS2, SDSS, GALEX, IRAS, Hydrogen α, X-Ray, Astrophoto, Sky Map, Articles and images